# Florian Ballhaus
Florian Marc Ballhaus (* Oktober 1965 in Baden-Baden) ist ein deutscher Kameramann und ein Sohn des renommierten deutschen Kameramanns Michael Ballhaus.

## Leben
Im Alter von 17 Jahren zog er zusammen mit seinem Bruder und seinen Eltern in die Vereinigten Staaten von Amerika. Er begann seine Karriere als Kameramann und Kameraassistent, unter anderem bei Men in Black, Men in Black II, Gangs of New York, Die Legende von Bagger Vance, Godzilla und Dracula.
1995 ging er zurück nach Deutschland, um sich einen eigenen Namen zu machen und aus dem Schatten seines Vaters zu treten. 1998 drehte er eine Folge von Sex and the City, kehrte aber gleich wieder nach Deutschland zurück. Es folgten Fernsehfilme, z. B.: Das vergessene Leben 1998, Traumfrau mit Nebenwirkungen 1999, Schande 1999, Männer aus zweiter Hand 1999 und viele mehr. 2001 hatte er die Kamera für Investigating Sex mit Neve Campbell, Til Schweiger und Nick Nolte geführt.
2005 drehte er den Film Flightplan – Ohne jede Spur, der zugleich seinen Durchbruch in Hollywood markierte, unter der Regie des Deutschen Robert Schwentke mit Jodie Foster und Sean Bean, und 2006 Der Teufel trägt Prada mit Meryl Streep unter der Regie von David Frankel. Mit Schwentke arbeitete er auch bei anderen Filmprojekten zusammen.

## Filmografie
- 1995: Alles außer Mord – Tödlicher Irrtum (Fernsehfilm)
- 1996: Alles außer Mord – Blackout (Fernsehfilm)
- 1996: Sandman
- 1997: Härtetest
- 1998: Das vergessene Leben (Fernsehfilm)
- 1999: Schande
- 1999: Traumfrau mit Nebenwirkungen (Fernsehfilm)
- 1999: Männer aus zweiter Hand (Fernsehfilm)
- 2000: Küss mich, Frosch (Fernsehfilm)
- 2000: Scheidung auf Rädern (Fernsehfilm)
- 2000: Der Elefant in meinem Bett (Fernsehfilm)
- 2000: The Ride Home (Fernsehfilm)
- 2001: Investigating Sex
- 2002: The Secret Lives of Dentists
- 2003: Im Visier des Bösen (Entrusted)
- 2003: Eierdiebe
- 2003–2004: Sex and the City (Fernsehserie)
- 2005: Flightplan – Ohne jede Spur (Flightplan)
- 2006: Der Teufel trägt Prada (The Devil Wears Prada)
- 2008: Vielleicht, vielleicht auch nicht (Definitely, Maybe)
- 2009: Marley & Ich (Marley & Me)
- 2009: Haben Sie das von den Morgans gehört? (Did You Hear About the Morgans?)
- 2009: Die Frau des Zeitreisenden (The Time Traveler's Wife)
- 2009: My Super Psycho Sweet 16
- 2010: R.E.D. – Älter, Härter, Besser (Red)
- 2011: Mr. Poppers Pinguine (Mr. Popper's Penguins)
- 2012: Gambit – Der Masterplan
- 2012: Wie beim ersten Mal (Hope Springs)
- 2013: Die Bücherdiebin (The Book Thief)
- 2013: One Chance – Einmal im Leben (One Chance)
- 2015: Die Bestimmung – Insurgent (The Divergent Series: Insurgent)
- 2016: Die Bestimmung – Allegiant (The Divergent Series: Allegiant)
- 2017: Mädelstrip (Snatched)
- 2017: Der Hauptmann
- 2018: I Feel Pretty
- 2020: Der einzig wahre Ivan (The One and Only Ivan)
- 2022: Marry Me – Verheiratet auf den ersten Blick (Marry Me)
- 2022: She-Hulk: Die Anwältin (She-Hulk: Attorney at Law, Fernsehserie)
- 2023: Your Place or Mine
- 2025: Morgen kommt ein neuer Himmel (The Life List)
- 2025: Nonnas

## Auszeichnungen
San Sebastián International Film Festival
- 2017: Auszeichnung mit dem Jurypreis für die Beste Kamera (Der Hauptmann)[1]